# Кривохижин, Константин Кириллович
Константин Кириллович Кривохижин (18 июля 1939, Ленинград — 20 марта 2015, Екатеринбург) — советский хоккеист, нападающий. Мастер спорта СССР (1963), заслуженный тренер РСФСР по хоккею с шайбой (1990).

## Биография
Начинал играть в Свердловске на стадионе пионеров и школьников (позже спорткомбинат «Юность»), тренер Ю. А. Шкляева. В первенстве СССР выступал за команды «Спартак» / «Автомобилист» Свердловск (1957/58 — 1958/59, 1962/63 — 1968/69) и МВО / СКА (Калинин) (1959/60 — 1962/63).
Окончил Свердловский техникум физической культуры. На базе Уральского оптико-механического завода создал команду «Луч», был главным тренером и начальником команды. Отработал в спортивном клубе «Луч» более 25 лет.
Среди воспитанников «Луча» времён Кривохижина — Виктор Авдеев, Александр Безроднов, Сергей Безукладников, Илья Бякин, Павел Велижанин, Александр Вьюхин, Дмитрий Гоголев, Владимир Ерёмин, Олег Зайков, Владимир Каримов, Андрей Коршунов, Олег Мартьянов, Денис Митин, Вячеслав Мишенин, Евгений Мухин, Дмитрий Попов, Олег Поротников, Андрей Скомороха, Андрей Субботин, Дмитрий Таран, Николай Хабибулин, Андрей Хазов, Андрей Ягода, Алексей Яшин и другие.
Скончался 20 марта 2015 года, похоронен на Сибирском кладбище Екатеринбурга.